# Matis (langue)
Pour les articles homonymes, voir Matis.
Le matis est une langue panoane parlée en Amazonie brésilienne, dans la municipalité d'Atalaia do Norte de l'État d'Amazonas, par 239 Matis (en).